# زول كافيه
زول كافيه برنامج سياسي إجتماعي كوميدي ساخر كانت تبث حلقاته على منصات البرنامج على اليوتيوب ومواقع التواصل الاجتماعي الخاصة به وأول حلقة للبرنامج كانت بتاريخ 7 أكتوبر 2016م وحظي برواج واسع وسط السودانيون وبحلول العام 2020م انتقل البرنامج إلى منصات قناة التلفزيون العربي الرقمية على وسائل التواصل الإجتماعي وبهذا يصبح أول برنامج سوداني يبث على قناة أعلامية عربية عالمية يناقش البرنامج مختلف القضايا السياسية والإجتماعية والثقافية يُقدّم بواسطة فريق سوداني متمكّن بحلة جديدة و أفكار مبتكرة
تقديم محمد عويضة وإخراج فارس عبد اللطيف
وكما يهدف البرنامج إلى تقديم صورة حيّة عن حقيقة الشعب السوداني وقواه السياسية والمفارقات الإجتماعية والإقتصادية التي يعيشها
وقد لعب البرنامج دور إعلامية كبير بواسطة أحياء الإعلام البديل.